# 4870 Shcherbanʹ
4870 Shcherbanʹ è un asteroide della fascia principale del diametro medio di circa 25,29 km. Scoperto nel 1989, presenta un'orbita caratterizzata da un semiasse maggiore pari a 3,2136384 UA e da un'eccentricità di 0,0780294, inclinata di 9,73992° rispetto all'eclittica.